# Red Flags
Red Flags es una serie de televisión por internet creada por Nando López para Atresplayer. Está producida por Zeta Studios y protagonizada por Mar Isern, Diego Rey, Iria del Valle e Ibrahima Kone. Tiene previsto su estreno en Atresplayer para el 7 de abril de 2024.

## Trama
Toni (Diego Rey), Érika (Mar Isern), Luna (Iría del Valle) y Walter (Ibrahima Kone) son muy amigos, pero no se conocen en persona. Sólo se siguen en una red social que, para ellos, es tan real como la vida misma. Allí, los cuatro comparten sus miedos, problemas, decepciones con sus recientes experiencias sexuales, que ponen a prueba sus creencias sobre la vida, el amor y la amistad.

## Reparto

### Principal
- Mar Isern como Érika
- Ibrahima Kone como Walter
- Diego Rey como Toni
- Iria del Valle como Luna Valverde

### Recurrente
- Gabriel Guevara como Jorge (Episodio 1 - Episodio 7)
- Lizeth San Martín como Andrea (Episodio 1 - Episodio 2; Episodio 4 - Episodio 5; Episodio 8)
- Westley Camps como Sam (Episodio 1 - Episodio 5; Episodio 8)
- Lucía Herrero como Alba (Episodio 1 - Episodio 3; Episodio 5 - Episodio 8)
- Carlos Troya como Mikel (Episodio 1 - Episodio 2; Episodio 4; Episodio 7 - Episodio 8)
- Diego Garisa como Brais (Episodio 1 - Episodio 2; Episodio 4; Episodio 6; Episodio 8)
- Pau Gimeno como Pablo (Episodio 1 - Episodio 3; Episodio 5 - Episodio 8)
- Son Khoury como Izan (Episodio 1 - Episodio 3; Episodio 5; Episodio 7)
- Jacobo Camarena como Hugo (Episodio 1 - Episodio 3; Episodio 5; Episodio 7)
- Xoán Fórneas como Igor (Episodio 1; Episodio 3 - Episodio 5; Episodio 7 - Episodio 8)
- Yelena Lafargue como Daniela (Episodio 1; Episodio 4; Episodio 7 - Episodio 8)
- Alfons Nieto como Andrés (Episodio 1; Episodio 5; Episodio 7)
- Juan del Pozo como Raúl (Episodio 1 - Episodio 2; Episodio 6 - Episodio 8)
- Vera Cruz como Eva (Episodio 1 - Episodio 2; Episodio 6 - Episodio 8)
- Daniela Casas como Irina (Episodio 1 - Episodio 2; Episodio 5; Episodio 7)
- Álex Sanz como Sergio (Episodio 1 - Episodio 2)
- Miguel Fernández como Freddy (Episodio 1 - Episodio 2; Episodio 7)
- Míriam Rubio como Anna (Episodio 1; Episodio 3; Episodio 5)
- Maite Valero como Lorena (Episodio 1; Episodio 3)
- Jonás Torres como Albert (Episodio 1; Episodio 3 - Episodio 4; Episodio 7)
- Eva Egido como Mayte (Episodio 1; Episodio 5; Episodio 7 - Episodio 8)
- Mélida Molina como Elvira (Episodio 1; Episodio 5; Episodio 8)
- Laura Rozalén como Leyre (Episodio 2 - Episodio 5; Episodio 7 - Episodio 8)
- Selam Ortega como Debra (Episodio 3)

## Episodios
| N.º | Título       | Dirigido por   | Escrito por              | Fecha de lanzamiento original |
| --- | ------------ | -------------- | ------------------------ | ----------------------------- |
| 1   | «Capítulo 1» | Estel Díaz     | Nando López y Estel Díaz | 7 de abril de 2024            |
| 2   | «Capítulo 2» | Ian de la Rosa | Nando López y Estel Díaz | 7 de abril de 2024            |
| 3   | «Capítulo 3» | Estel Díaz     | Nando López y Estel Díaz | 14 de abril de 2024           |
| 4   | «Capítulo 4» | Ian de la Rosa | Nando López y Estel Díaz | 21 de abril de 2024           |
| 5   | «Capítulo 5» | Ian de la Rosa | Nando López y Estel Díaz | 28 de abril de 2024           |
| 6   | «Capítulo 6» | Estel Díaz     | Nando López y Estel Díaz | 5 de mayo de 2024             |
| 7   | «Capítulo 7» | Estel Díaz     | Nando López y Estel Díaz | 12 de mayo de 2024            |
| 8   | «Capítulo 8» | Ian de la Rosa | Nando López y Estel Díaz | 19 de mayo de 2024            |

## Producción
El 20 de septiembre de 2022, durante la presentación de sus próximas series originales en el Festival Internacional de Cine de San Sebastián, Atresplayer Premium anunció que estaba ultimando el casting de una nueva serie original creada por Nando López, Red Flags, después del éxito de La edad de la ira. El 11 de octubre de 2022, se anunció que el rodaje de la serie había comenzado en Madrid, con Mar Isern, Diego Rey, Iria del Valle e Ibrahima Kone como protagonistas.

## Recepción
Red Flags fue aclamada por la crítica. Sergio Navarro de Formula TV apreció que los personajes "sean tan reales en entornos reales" y que la serie "va a conseguir que tengas la edad que tengas puedas entrar en sus historias", además de elogiar el trabajo de los actores protagonistas como "un enorme mérito [...] y más teniendo en cuenta que prácticamente es el primer trabajo de ellos como intérpretes" y su capacidad para generar debates sobre temas importantes "sin dar mensajes moralistas de qué está bien o qué está mal". Pere Solà Gimferrer de La Vanguardia recomendó la serie, describiéndola como "una obra simbiótica [...] que abre un melón tras otro" y diciendo que su dimensión digital "se transmite de forma orgánica con sobreimpresiones en pantalla que nunca se perciben como pegotes, redundantes o boomers", además de añadir que "funciona tanto cuando tiene los personajes distanciados y sin conocerse, por la autenticidad de cada retrato, como cuando se establecen dinámicas", concluyendo que la serie es "un tesoro teen". Miquel Unzué de TVeo elogió el retrato que la serie hace de sus temas como "una visión necesaria y consciente que también nos hace partícipes al espectador" y la destacó por mostrar "un espectro totalmente diverso de los jóvenes, con perfiles de todo tipo", además de añadir que el reparto "cumple perfectamente", concluyendo que "es un producto más que interesante que nos ofrece una mirada de esperanza detrás de este mundo cada vez más oscuro y deshumanizado". Pablo Juan Nieto de Los Lunes Seriéfilos describió la serie como "lo más fiel que he visto a la realidad que vivimos los jóvenes de hoy" y elogió la estructura coral diciendo que "le da la misma importancia a los cuatro protagonistas [...] si te identificas más con uno que con otro, su historia no se verá solapada", además de apreciar a los personajes como "el reflejo de una juventud que muchas veces no sabe expresar el sufrimiento, las emociones, ni mucho menos saber decir «no» en el momento adecuado", concluyendo que es "necesaria para el público joven, pero también para los adultos y pedagógica para los padres" y que es "imprescindible para entender a las nuevas generaciones porque es un relato fiel de la realidad que vivimos los jóvenes".

## Lanzamiento y marketing
El 18 de marzo de 2023, Atresplayer lanzó el tráiler de Red Flags y programó su estreno para el 7 de abril de 2024.